# 1877 en philosophie
Chronologie de la philosophie
- 1873
- 1874
- 1875
- 1876
- 1877
- 1878
- 1879
- 1880
- 1881

L’année 1877 a été marquée, en philosophie, par les événements suivants :

## Événements
- Fondation du Vierteljahrschrift für Wissenschaftliche Philosophie[1].

## Publications
- Octave Uzanne publie : Du mariage par un philosophe du XVIIIe siècle à la librairie ancienne et moderne Édouard Rouveyre.